# طعم لثوي حر
الطعم اللثوي الحر هو نوع من التطعيم اللثوي يتم إجراؤه لتصحيح النقص المكتسب في أنسجة اللثة حول الأسنان أو زراعة الأسنان.